# 천안논산고속도로 (기업)
천안논산고속도로주식회사(天安論山高速道路株式會社, Cheonan Nonsan Expressway corp.)는 논산천안고속도로를 건설하고 휴게소와 같은 제반 시설을 관리·운영하는 대한민국의 기업이다. 논산천안고속도로의 소유권은 대한민국 정부가 가지고 관리운영권을 30년간 보장받았다. 총연장 80.96 km 구간을 관리하고 있다.

## 역사
- 1997년 7월 22일: 회사 설립. 당시 LG그룹의 계열사로 LG건설(현 GS건설)이 최대주주였다.
- 1997년 12월 26일: 천안논산고속도로 전 구간 착공
- 2002년 12월 23일: 논산천안고속도로 전 구간 준공, 개통 및 운영 개시
- 2004년 3월 2일: LG그룹에서 계열 분리.
- 2009년 5월 28일: 당진대전고속도로 개통과 함께 공주 분기점과 북공주 분기점 개통
- 2014년 7월 29일: 남풍세 나들목 신설 개통
- 2016년 11월 11일: 원톨링 시스템 도입으로 남논산 요금소와 풍세 요금소 폐쇄
- 2019년 12월 23일  유료도로법 개정[1]으로 통행료 50%가량 인하

## 같이 보기
- 논산천안고속도로